# Uninvited (bài hát)
"Uninvited" là một ca khúc của nghệ sĩ thu âm và người viết nhạc Canada - Mỹ Alanis Morissette làm đĩa đơn từ nhạc phim của City of Angel vào tháng 3 năm 1988, trở thành bản thu âm đầu tiên của Morissette kể từ album đầu tay quốc tế của cô. Sau thành công đột phá của album Jagged Little Pill, Morissette được coi là một trong những ngôi sao âm nhạc nổi tiếng nhất, và rất nhiều người hâm mộ lo lắng chờ đợi album tiếp theo. Morissette vừa viết bài hát vừa đảm nhận vai trò sản xuất cùng Rob Cavallo. "Uninvited" lặp lại nhiều lần bốn nốt piano và xây dựng phần nhạc khí cao trào, cùng bầu không khí đầy ám ảnh kèm theo lời bài hát khó hiểu.